# Михаил Панюков
Михаил Иванович Панюков е руски и съветски актьор.

## Биография
Роден е на 20 февруари 1963 г. в Караганда, Казахска съветска социалистическа република, СССР. Завършва Актьорския факултет на Държавния институт по театрално изкуство (ГИТИС) в Москва през 1986 г.
Той е актьор в Московския театър 88 (1988 – 1993), Тюменския драматичен театър (1997 – 2000), Младежкия театър „Ангажимент“ в Тюмен (2005 – 2006, 2009 – 2012), Театъра под ръководството на Армен Джигарханян в Москва (2006 – 2007)
От 2013 г. е в трупата на руския драматург Михаил Шчепенко в Московския театър на руската драма „Камерна сцена“